# Cuphea filiformis
Cuphea filiformis är en fackelblomsväxtart som beskrevs av T.B.Cavalc. och S.A.Graham. Cuphea filiformis ingår i släktet blossblommor, och familjen fackelblomsväxter. Inga underarter finns listade i Catalogue of Life.